# I Like the Way You Kiss Me
I Like the Way You Kiss Me ist ein Lied des britischen Musikproduzenten Artemas aus dem Jahr 2024.

## Hintergrund
Nachdem er zwei Shows im The Lower Third in London moderiert hatte, kehrte Artemas ins Aufnahmestudio zurück und schrieb I Like the Way You Kiss Me. Der Song wurde von Artemas Diamandis selbst mit Jesse Fink, Kevin White und Toby Daintree geschrieben und von Daintree und White produziert.
Artemas kündigte die Single am 15. März in den sozialen Medien an. I Like the Way You Kiss Me wurde am 19. März 2024 als Single veröffentlicht.
Musikalisch ist I Like the Way You Kiss Me ein Darkwave- und Alternative-Pop-Song, angetrieben von „80er-Stimmung und pulsierenden Synthesizern“ mit einer „dunklen, retro-futuristischen Soundcollage“. Artemas verleiht dem Refrain seinen „summenden, düsteren“ Gesang als Gegenstück zur „kinetischen Energie“ des gesamten Tracks. Der Song erzählt die Geschichte einer angespannten Beziehung, in der er sich nicht sicher ist, wo er und sein Partner stehen. Schließlich gesteht er, dass er Sex den Gefühlen vorzieht, „indem er stärker auf die Körperlichkeit drängt“.

## Musikvideo
Das Musikvideo, in dem Artemas auf einer Party in einem düsteren Club zu sehen ist, wurde bei YouTube mehr als 190 Millionen Mal abgerufen (Stand August 2025).

## Kommerzieller Erfolg

### Chartplatzierungen
Das Lied avancierte unter anderem in Belgien-Flandern, Deutschland, Österreich, Schweden und der Schweiz zum Nummer-eins-Hit sowie zum Top-10-Hit in Belgien-Wallonien, Dänemark und Norwegen (je Rang 2), Australien und dem Vereinigten Königreich (Rang 3), Finnland und Neuseeland (je Rang 4), Frankreich (Rang 7) und Portugal (Rang 9).
| ChartsChartplatzierungen       | Höchstplatzierung | Wochen |
| ------------------------------ | ----------------- | ------ |
| Deutschland (GfK)              | 1 (… Wo.)         | …      |
| Österreich (Ö3)                | 1 (60 Wo.)        | 60     |
| Schweiz (IFPI)                 | 1 (53 Wo.)        | 53     |
| Vereinigte Staaten (Billboard) | 12 (20 Wo.)       | 20     |
| Vereinigtes Königreich (OCC)   | 3 (34 Wo.)        | 34     |

| ChartsJahrescharts (2024)      | Platzierung |
| ------------------------------ | ----------- |
| Deutschland (GfK)              | 1           |
| Österreich (Ö3)                | 2           |
| Schweiz (IFPI)                 | 4           |
| Vereinigte Staaten (Billboard) | 63          |
| Vereinigtes Königreich (OCC)   | 17          |

### Auszeichnungen für Musikverkäufe
| Land/Region                  | Auszeichnungen für Musikverkäufe (Land/Region, Auszeichnung, Verkäufe) | Verkäufe  |
| ---------------------------- | ---------------------------------------------------------------------- | --------- |
| Australien (ARIA)            | 4× Platin                                                              | 280.000   |
| Belgien (BRMA)               | 2× Platin                                                              | 80.000    |
| Dänemark (IFPI)              | Platin                                                                 | 90.000    |
| Deutschland (BVMI)           | Platin                                                                 | 600.000   |
| Frankreich (SNEP)            | Diamant                                                                | 333.333   |
| Italien (FIMI)               | Platin                                                                 | 100.000   |
| Kanada (MC)                  | 2× Platin                                                              | 160.000   |
| Mexiko (AMPROFON)            | Platin                                                                 | 140.000   |
| Neuseeland (RMNZ)            | Platin                                                                 | 30.000    |
| Niederlande (NVPI)           | Platin                                                                 | 90.000    |
| Norwegen (IFPI)              | Platin                                                                 | 60.000    |
| Österreich (IFPI)            | 2× Platin                                                              | 60.000    |
| Polen (ZPAV)                 | Diamant                                                                | 250.000   |
| Portugal (AFP)               | 2× Platin                                                              | 20.000    |
| Schweden (IFPI)              | Platin                                                                 | 120.000   |
| Schweiz (IFPI)               | Platin                                                                 | 30.000    |
| Spanien (Promusicae)         | Platin                                                                 | 60.000    |
| Vereinigte Staaten (RIAA)    | Platin                                                                 | 1.000.000 |
| Vereinigtes Königreich (BPI) | Platin                                                                 | 600.000   |
| Insgesamt                    | 24× Platin · 2× Diamant ·                                              | 4.103.333 |